# Salvator-Glocke (Salzburg)

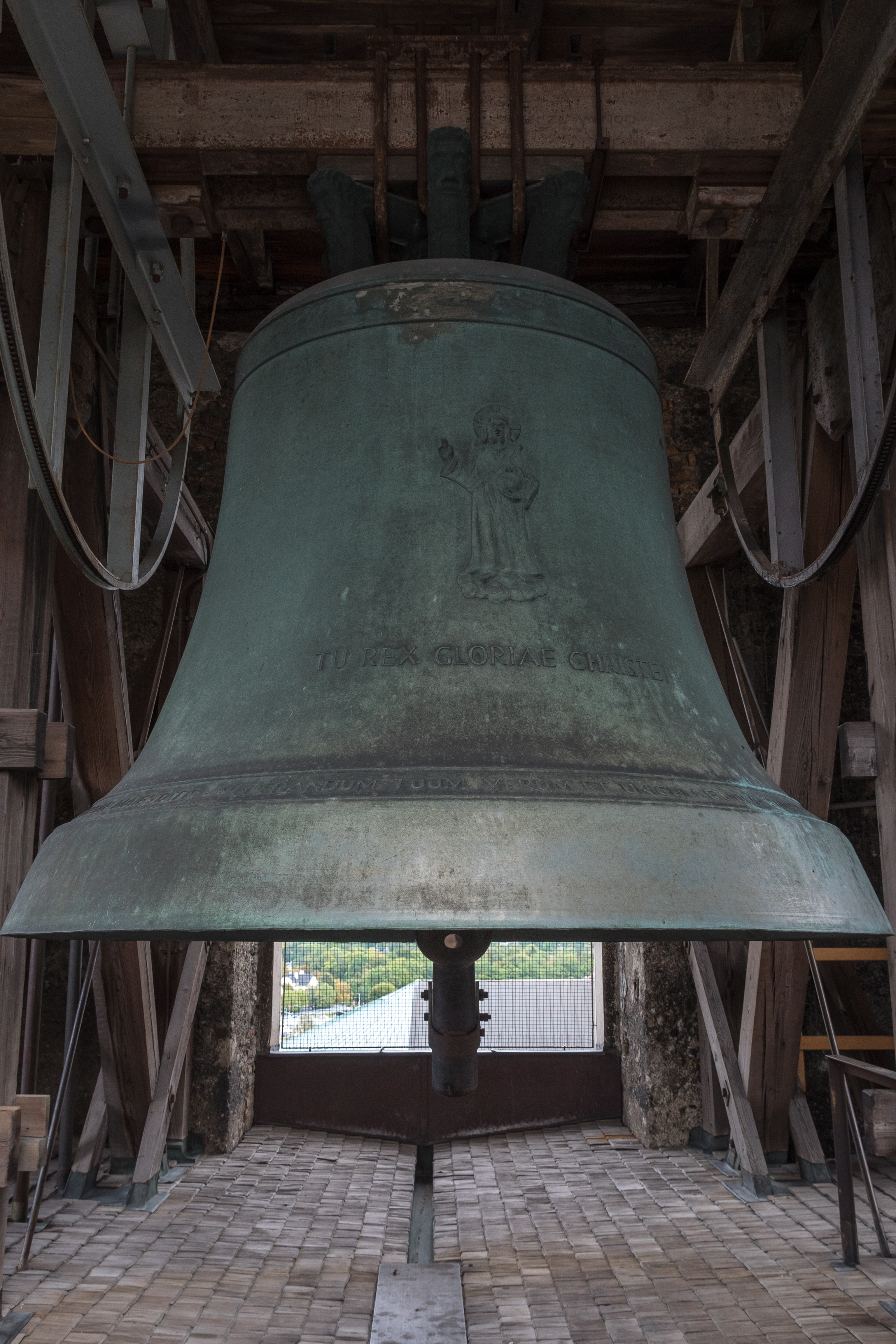
Salvator-Glocke (1961)

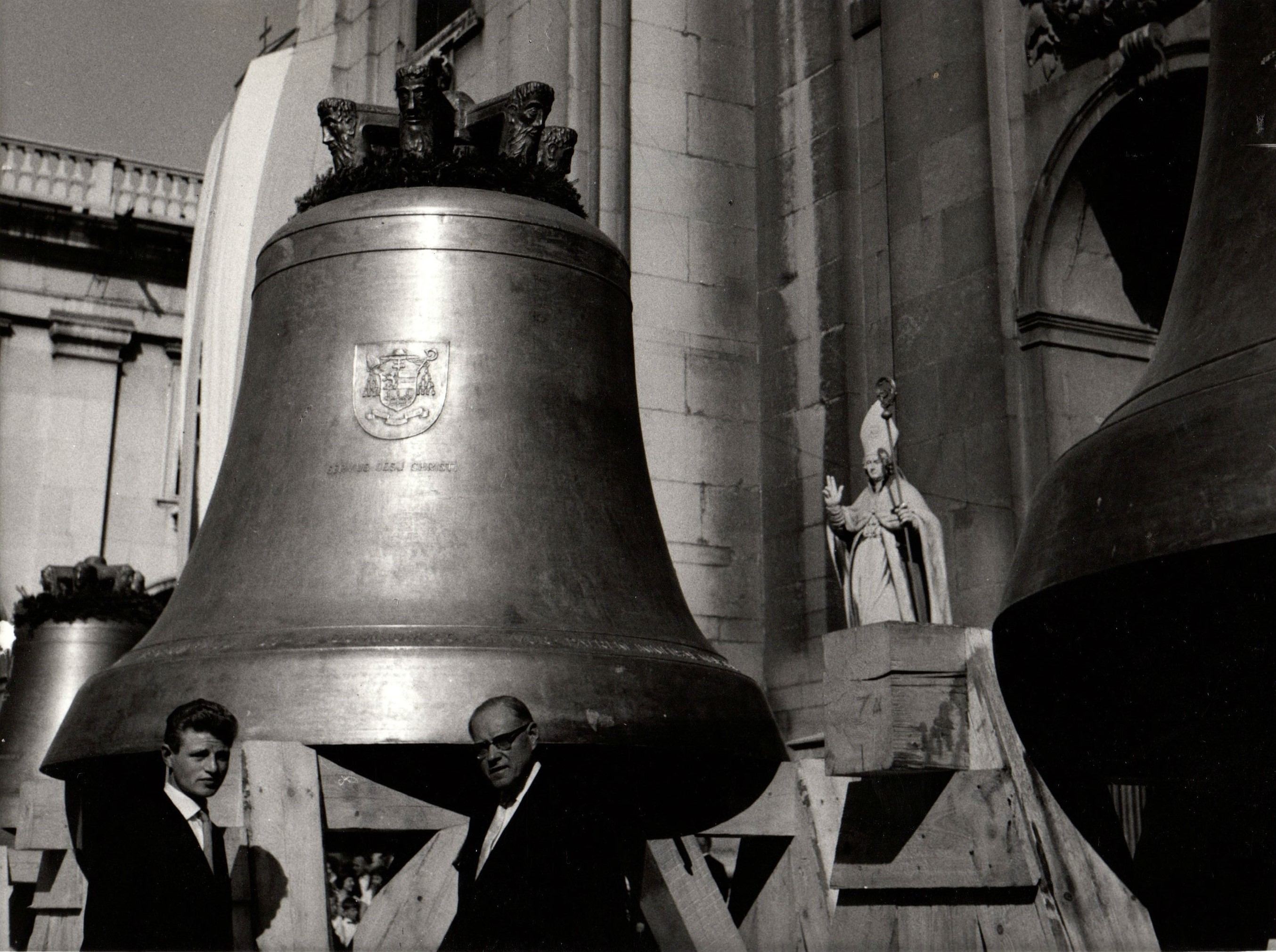
Ing. Georg Sippel (r.) vor der Salvatorglocke bei der Glockenweihe am 24. September 1961

Die Salvator-Glocke ist die größte Glocke des Salzburger Doms.

## Geschichte
Die Glocke wurde 1961 gegossen und zählt mit 14.256 kg zu den größten Kirchenglocken der Welt. Sie ist nach der Pummerin im Wiener Stephansdom die zweitgrößte Glocke Österreichs. Die Salvator-Glocke hängt als einzige Glocke im Nordturm des Domes, während die restlichen sechs Glocken im Südturm hängen. Aufgrund ihrer Größe mussten die Fenster des Nordturmes für den Einbau der Salvator-Glocke kurzfristig vergrößert werden.
Sie wird nur zu besonderen Anlässen und an den höchsten Feier- oder Festtagen geläutet. Die Glocke hängt in einem Holzglockenstuhl an einem Stahljoch. Sie verfügt über beidseitigen Läuteantrieb und wird, wie alle Glocken des Salzburger Doms, mit Klöppelfänger geläutet. Der Klöppel dieser Glocke wiegt allein schon ca. 500 kg, sie hat wegen ihres großen Gewichtes zwei Antriebsmotoren. Sie ist bei günstigen Wind bis nach Hallwang zu hören. Erstmals geläutet wurde die Salvator-Glocke zu Beginn des Advents 1961.

## Inschrift
TE DEUM LAUDAMUS, TE DOMINUM CONFITEMUR PATREM IMMENSAE MAJESTATIS, VENERANDUM TUUM VERUM ET UNICUM FILIUM SANCTUM QUOQUE PARACLITUM SPIRITUM ET LAUDAMUS NOMEN TUUM IN SAECULUM.
(Dich, Gott, loben wir, Dich Herr, preisen wir, Dich, den Vater unermessbarer Majestät, Deinen wahren und einzigen Sohn und den Heiligen Fürsprecher Geist. Wir loben in Ewigkeit Deinen Namen.)
Auszug aus dem "Te Deum" – ein feierlicher Lob-, Dank- und Bittgesang der kath. Kirche.

## Daten
| Nr. | Name     | Gussjahr | Gießer                                                        | Durchmesser (cm) | Gewicht (kg) | Nominal (1/8) |
| 7   | Salvator | 1961     | Robert Schwindt und Georg Sippel (Glockengießerei Oberascher) | 279              | 14.256       | es0 +4        |